# Veronica Kristiansen
Pour les articles homonymes, voir Kristiansen.
Veronica Kristiansen, née le 10 juillet 1990, est une handballeuse internationale norvégienne qui joue au poste d'arrière gauche. 

## Biographie
Elle est la sœur des joueuses de handball, Charlotte et Jeanett Kristiansen.
Elle connaît sa première sélection avec l'équipe senior de Norvège, face à la Roumanie en mars 2013 et participe au championnat du monde en décembre 2013. 
Elle joue pour le club norvégien de Glassverket IF depuis 2011. Fin mars 2015 elle s'engage pour 3 ans avec le club danois FC Midtjylland.
En 2015, elle remporte le championnat du monde au Danemark en battant les Pays-Bas en finale.
Pour la saison 2018-2019, elle s'engage avec le club hongrois de Györ, vainqueur de la Ligue des champions 2017.

## Palmarès

### En équipe nationale
Jeux olympiques
- médaillée de bronze aux Jeux olympiques de 2016 à Rio de Janeiro
- médaille de bronze aux Jeux olympiques de 2020 à Tokyo

championnats du monde
- vainqueur du championnat du monde 2021[6]
- finaliste du championnat du monde 2017
- vainqueur du championnat du monde 2015

championnats d'Europe
- vainqueur du championnat d'Europe 2020
- vainqueur du championnat d'Europe 2016
- vainqueur du championnat d'Europe 2014

autres
- vainqueur du championnat du monde junior en 2010
- vainqueur du championnat d'Europe junior en 2009[7]

### En clubs
compétitions internationales
- vainqueur de la Ligue des champions en 2019 (avec Győri ETO KC)

compétitions nationales
- championne de Hongrie (1) en 2019 (avec Győri ETO KC)
- vainqueur de la coupe du Danemark en 2015 (avec FC Midtjylland Håndbold)
- vainqueur de la coupe de Hongrie en 2019 (avec Győri ETO KC)

### Distinctions individuelles
- élue meilleure demi-centre de la Ligue des champions en 2018[8]
- élue meilleure demi-centre du championnat du Danemark en 2017[9]